# Кошачья жизнь
«Кошачья жизнь» (фр. Une vie de chat) — французский полнометражный рисованный мультфильм режиссёров Алена Ганьоля и Жан-Лу Фелисиоли, премьера которого состоялась в 2010 году. Главные роли озвучивали Орианн Зани и Бруно Саломоне. Мультфильм был номинирован на премию «Оскар» в категории «Лучший анимационный полнометражный фильм».
Первый показ мультфильма состоялся 15 октября 2010 года на кинофестивале в Сен-Кантене, Франция. Во французских кинотеатрах премьера прошла 15 декабря 2010 года, в российских дата премьеры неизвестна.

## Сюжет
Дино — кот, который ведёт двойную жизнь. Днём он живёт с Зои, маленькой девочкой, мама которой, Джинн, работает в полиции. Ночью кот работает с грабителем Нико. Зои не говорит ни слова с тех пор, как её отец был убит людьми гангстера Виктора Косты. Однажды Дино приносит девочке ценный браслет, который, как позже выясняется, был частью украденной коллекции ювелирных украшений. Зои решает проследить за Дино и обнаруживает, что кот вместе с незнакомцем уходит по крышам. Возвращаясь, она слышит разговор бандитов, задумавших плохое против её мамы. Кроме того, в ту же преступную группировку входит и няня девочки.

## Роли озвучивали
| Актёр           | Роль            |
| --------------- | --------------- |
| Орианн Зани     | Зои             |
| Бруно Саломоне  | Нико            |
| Жан Бенгиги     | Виктор Коста    |
| Доминик Блан    | Жанна, мать Зои |
| Бернадетт Лафон | няня Зои        |
| Бернард Буйон   | Люка            |

## Критика
Мультфильм был положительно воспринят большинством мировых кинокритиков:
- «Особенностью мультфильма является шикарная анимация, нарисованная от руки. Детектив про кота, взломщика и девочку, чья мать — одержимый местью полицейский, напоминает детскую анимационную версию триллеров Альфреда Хичкока или Романа Полански» — Майк Хэйл, The New York Times[5].
- «Очаровывающая французская анимация, срежиссированная Аленом Ганьолем и Жан-Лу Фелисиоли, повествует о коте — питомце днём и грабителе ночью. Все персонажи-мужчины в мультфильме обладают занозистой щетиной на руках и ногах, а носы персонажей напоминают картины Модильяни» — Леба Хертц, San Francisco Chronicle[6].
- «„Кошачья жизнь“ — это мультфильм, да, но сюжет, его подоплёка и зрелая тема направлены непосредственно на взрослых людей, которые в состоянии оценить добавление драмы в анимационный стиль» — Робин Клиффорд, Reeling Reviews[4].

## Награды и номинации
- 2011 — номинация на премию Европейского кинематографа за лучший анимационный полнометражный фильм.
- 2011 — номинация на премию «Сезар» за лучший анимационный полнометражный фильм.
- 2012 — номинация на премию «Энни» за лучший анимационный полнометражный фильм.
- 2012 — номинация на премию «Оскар» за лучший анимационный полнометражный фильм.